# Louis Straus
Pour les articles homonymes, voir Straus.
Louis Strauss ou Straus, né à Bruxelles, le 26 février 1844 et décédé le 30 octobre 1926 à Anvers est un homme politique belge flamand libéral.
Il est licencié en sciences commerciales, économiste de tendance mauchesterienne, diplomate, journaliste, commerçant, auteur, fondateur du magazine La Vie Economique.
En  1863, il est nommé consul au Japon par le ministre Charles Rogier.
Préoccupé par l'émigration, il rejoint dès 1868 l'Alliance israélite universelle.
Strauss défend l'initiative privée et est sceptique envers toute ingérence du public dans le secteur économique, mais plaide aussi pour la fin des privilèges. Néanmoins, il est élu conseiller communal comme candidat de la fédération des travailleurs libéraux et début 1908, il devient même échevin des affaires sociales d'Anvers. À la fin de la Première Guerre mondiale, il est déporté en Allemagne avec son collègue Louis Franck. Après guerre, bien qu'âgé, il est élu député et le resta jusqu'à sa mort.

## Sources
- Liberaal Archief
- Eloge funèbre à la Chambre 1926
- Article du Jewish Telegraphic Agency, 1926